# Пілей

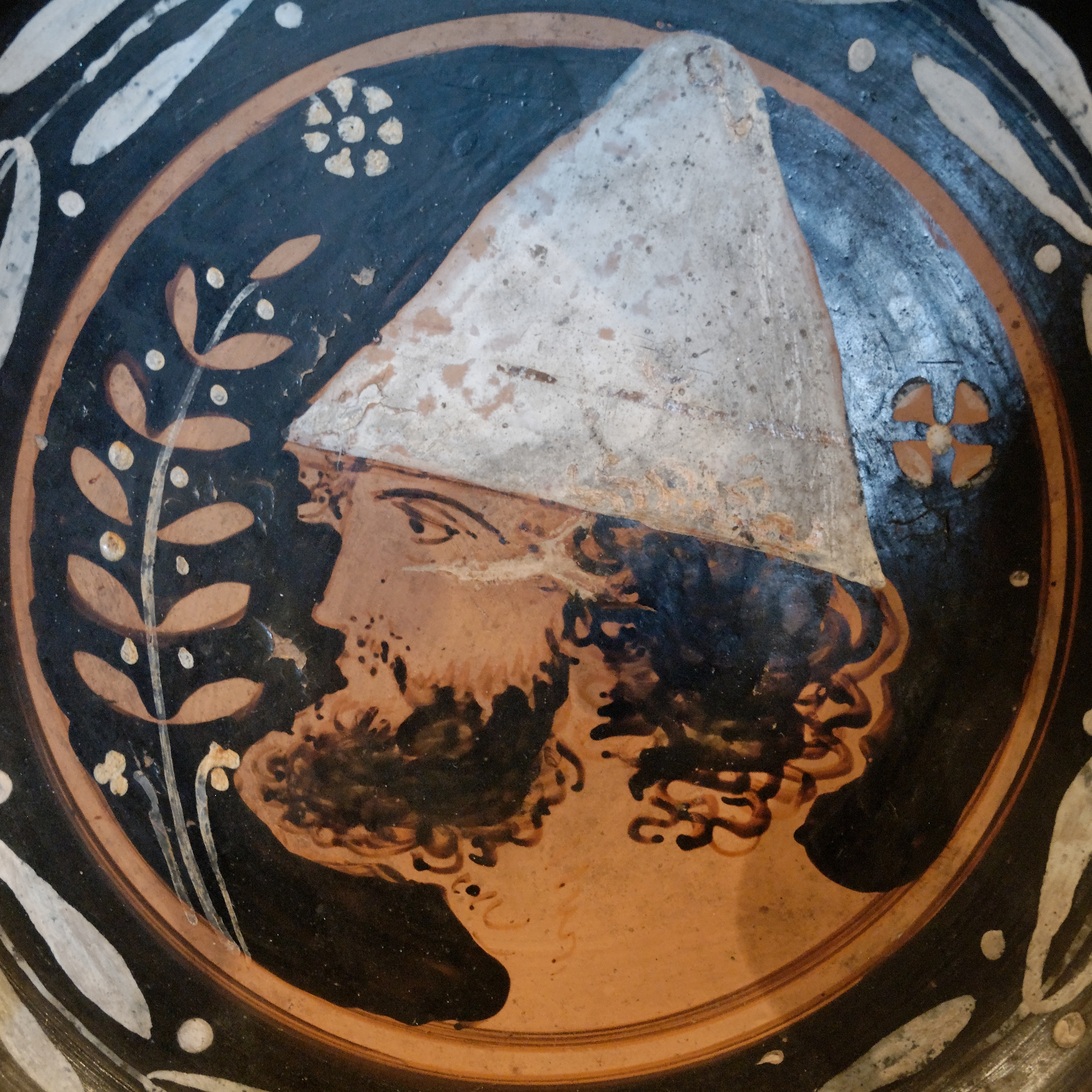
Чоловік у пілосі, зображення на давньогрецькій вазі з Апулії (Лувр)

Пілей або пілос (дав.-гр. πῖλος, лат. pilleus) — головний убір конічної форми, що був поширений у Стародавній Греції та Римі.
Греки, зокрема, вважали його насамперед головним убором ремісників — саме тому він прикрашав голову Гефеста, бога ремісництва. Водночас досить популярним був пілос і в моряків — і в ньому часто зображували, скажімо, Одіссея.

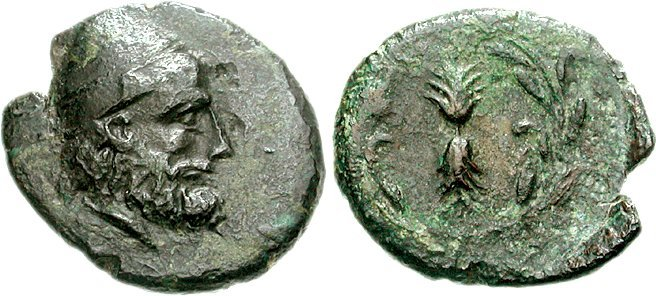
Одіссей на монеті, карбованій на Ітаці

В Римі під час урочистої церемонії звільнення раба пілей надягали звільненому на голову — це означало, що він ставав вільною людиною і міг на власний розсуд обирати собі ремесло. Коли в 44 році до н. е. змовники вбили Юлія Цезаря, на знак звільнення батьківщини від тиранії вони урочисто підняли пілей на своїх кинджалах (за іншою версією — на мечах чи навіть списах). Символ республіканцям настільки сподобався, що вони почали карбувати зображення кинджалів-мечів та пілея на своїх монетах.

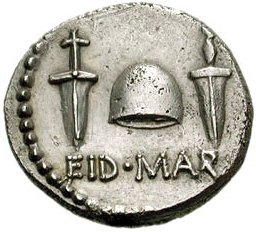
Пілей між двома кинджалами на монеті, карбовані республіканцями

Коли загинув імператор Нерон, римляни також на радощах надягнули червоні пілеї.
За доби пізньої імперії з'явився новій різновид пілея — так званий «паннонський пілей». Він мав форму не гострого, а зрізаного конуса або ж навіть циліндра. В такому головному уборі ходили легіонери, а згодом і самі імператори. Саме «паннонський пілей» з часом перетворився на поширену за часів Візантії «ромейську шапку», а потім на феску та новітній грецький фаріон.